# 孫楊
孫 楊（そん よう、Sun Yang）は、中国・浙江省杭州市出身の競泳選手。専門は中長距離の自由形。身長198cm。

## 経歴
バスケットボール選手の父親とバレーボール選手の母親の間に生まれた。
2008年の北京オリンピックの1500m自由形で8位となった。
2010年、アジア競技大会の1500mで世界記録に0秒87差の記録で金メダルを獲得。
2011年、世界水泳上海大会の1500ｍ自由形で、高速水着でも破れなかった世界記録を10年ぶりに更新する14分34秒14の記録で金メダルを獲得、それまでの記録はグラント・ハケットが持っていた。800m自由形でも金メダルを獲得した。
2012年のロンドンオリンピックの400m自由形では300mまで韓国の朴泰桓にリードされたが逆転、3分40秒14のオリンピック新記録で金メダルを獲得している。1500m自由形では自らの持つ世界記録を約3秒縮める14分31秒02のタイムで金メダルを獲得した。
2013年にバルセロナで開催された世界水泳では、男子400、800、1500m自由形で金メダル、男子4×200mフリーリレーでは銅メダルを獲得した。

### 発言
2014年9月に仁川で開催されたアジア大会で、24日の男子400mリレーで金メダルを取った際のインタビューにおいて孫楊は「スッキリしました。正直言って、日本の国歌は本当に耳障りですよ」と発言したと報道された。その後、26日の男子1500m自由形終了後に開かれた会見で、「いくつかのメディアに報じられた国歌のことについて、申し訳なく思っています」とコメントした。

### ドーピング違反による3か月の資格停止処分
2014年11月、孫陽は同年5月に中国国内で行われた大会後のドーピング検査で興奮剤「トリメタジジン」に陽性反応を示したとして、7月に3か月の出場停止処分を科されていたことが発覚した。
また上記の報道を受け、同年12月には拠点としていたオーストラリアでの練習を禁止されたのちに追放されたほか、オーストラリア人コーチとの師弟関係も解消される方向であると報じられた。

### ドーピング検査妨害による4年超の資格停止処分
2018年9月、浙江省の別荘へドーピング検査員が訪問して抜き打ち検査を行った際に、孫が警備員とともに採取された血液サンプルを金槌で一緒に壊して妨害した事件が、2019年1月に国際水泳連盟ドーピングパネルによる報告書に記載された。これに対して孫側は検査員が必要な資格を有していなかったとして反論した。国際水泳連盟は、孫に違反はなかったとの判断を下して2019年7月に開催される2019年世界水泳選手権への出場を許可したが、世界反ドーピング機関はスポーツ仲裁裁判所に異議申し立てを行った。
孫への批判は他国の競泳選手の中にも広がり、2019年世界水泳選手権では孫と並んで表彰台に上ることを拒否する選手も現れた。この件について、孫が表彰台への登壇を拒否した選手に詰め寄り恫喝する素振りを見せている姿が撮影されている。
2020年2月28日、最終的にスポーツ仲裁裁判所は、世界反ドーピング機関が主張する孫のドーピング検査妨害を認め、孫に同日から8年間の資格停止処分を科すと発表した。しかしその後、同年12月23日に、スイス連邦裁判所により資格停止処分が取り消され、スポーツ仲裁裁判所への審理差し戻しとなり、審理が再度行われていたが、2021年6月22日に2020年2月から4年超の資格停止処分が科されることが発表された。これにより、2020年東京オリンピックへの出場は不可能となった。

## 自己ベスト
| 泳法   | 距離  | 水路   | 記録       | 樹立日        | 大会名                       | 備考                 |
| ------ | ----- | ------ | ---------- | ------------- | ---------------------------- | -------------------- |
| 自由形 | 100m  | 長水路 | 48秒94     | 2013年9月8日  | 2013中華人民共和国全国運動会 |                      |
| 自由形 | 200m  | 長水路 | 1分44秒39  | 2017年7月25日 | 2017世界水泳選手権           | アジア記録           |
| 自由形 | 400m  | 長水路 | 3分40秒14  | 2012年7月28日 | 2012ロンドンオリンピック     | アジア記録・五輪記録 |
| 自由形 | 800m  | 長水路 | 7分38秒57  | 2011年7月27日 | 2011世界水泳選手権           |                      |
| 自由形 | 1500m | 長水路 | 14分31秒02 | 2012年8月4日  | 2012ロンドンオリンピック     |                      |